# Dom kobiet
Dom kobiet – dramat Zofii Nałkowskiej wydany w  1930 roku. Sztuka w trzech aktach. 
Dramat ten opowiada historię kilku pokoleń kobiet zamieszkujących pod jednym dachem. Przedstawione są tutaj ich codzienne troski i problemy. Każda z tych kobiet żyje przeszłością swoich mężczyzn, którzy już odeszli. Historia każdej z tych kobiet jest niezwykła, każda z nich ma coś do zakomunikowania światu, do przekazania jakieś doświadczenie. Poprzez tę książkę poznajemy doświadczenia samej autorki, jej nie zawsze udane relacje z mężczyznami. Jednocześnie poznajemy też ponadczasowe typy kobiet.
Dramat ten zyskał wiele pochlebnych recenzji. Wystawiany był zarówno w kraju, jak i za granicą.